# 劉馥
劉馥（2世紀—208年），字元穎，沛國相縣（今安徽濉溪县）人。東漢末官員，曾任揚州刺史。

## 生平
劉馥在東漢末年曾到揚州避亂，後在建安初年勸服袁術將領戚寄和秦翊率眾投靠曹操。曹操知道後十分高興，後辟為司徒掾。建安五年（200年），孫策置命廬江太守李术攻殺揚州刺史嚴象，而梅乾、雷緒和陳蘭等廬江人在江淮之間聚數萬人，當地郡縣都因江淮局勢混亂而殘破。同時，曹操正專心於在官渡之戰對抗袁紹，難以抽身，有人說劉馥可以穩定東南地區（即江淮），於是表劉馥為揚州刺史。
劉馥上任後，先建造合肥城，作為揚州的治所（原治所在歷陽）；同時安撫和管理梅乾和雷緒等人和其部眾，及後他們都對穩定當地有所貢獻。數年以後當地恩化大行，百姓都讚賞，有數萬名以前因避亂而到附近州郡流浪的江淮人都回流到原居地。隨著人口漸長，劉馥又興辦學校和大行屯田，又建芍陂、茄陂、七門、吳塘等土壩蓄水灌溉。又建築高城壘作守護，又積聚木石、以草和棕櫚葉編織大量草苫、儲存數千斛魚膏等作為防禦準備。
建安十三年（208年），劉馥逝世。次年年初孫權進攻合肥，發動第一次合肥之戰。孫權圍城百餘日而未能攻破，但連日下雨令到城牆快要崩塌，守軍於是用草苫蓋著城牆，而夜晚則點燃魚膏照明，觀看敌軍有何行動以作防備。孫權無法攻陷，同時揚州別駕蔣濟出計騙倒孫權以為張喜援軍快到，最終退軍。揚州士民因而追念劉馥，更認為他能力比春秋時盡力防守自己建造的晉陽城的董安于更高。而劉馥所建的土壩和池塘都一直沿用。

## 演義中的劉馥
在《三國演義》裡，曹操南征時登場，於曹操在戰船上橫槊賦詩《短歌行》時，出言進諫「月明星稀，烏鵲南飛；繞樹三匝，無枝可依」之詩句為不吉之言，被曹操以敗興為由一槍刺死。後其子要求安葬其屍體，曹操亦深感懊悔。
其子劉靖在演義錯寫成其孫劉煕，導致劉靖無法登場。

## 子孫

### 子
- 劉靖，歷東漢和曹魏兩朝，官至鎮北將軍、假節都督河北諸軍事。封建成鄉侯。

### 孫
- 劉熙，劉靖之子，嗣侯，在演義錯寫為劉馥之子。
- 劉弘，劉熙之弟，西晉車騎大將軍開府，荊州刺史、假節都督荊、交、廣州諸軍事，封新城郡公。

### 曾孫
- 劉璠，劉弘之子，東晉北中郎將。

## 评价
- 陈寿：自汉季以来，刺史总统诸郡，赋政于外，非若曩时司察之而已。太祖创基，迄终魏业，此皆其流称誉有名实者也。咸精达事机，威恩兼著，故能肃齐万里，见述于后也。
- 刘敞[需要消歧义]：嘉佑二年，予为庐州从事，始以事至舒城观，所谓‘七门三堰’者，问其居人：“其田溉几何？”对曰：“凡二万顷。”考于图书，实魏扬州刺史刘馥所造。自魏迄今七百有余岁云。予于是叹美其功。
- 包君廓：馥、信有功，然吾闻于耆老而得羹颉侯信焉。
- 洪迈：扬州陷于孙权，独有九江一郡，付之刘馥而恩化大行。
- 郝经：民未即业，运属军兴。抑奸弭寇，吏资严能。馥习既逵，隠然方面。立国立疆，递为耕战。伊颜几圣，伯达焉知。治平何难，出处有时。
- 刘咸炘：刘馥治扬，梁习治并，张既治雍、凉，温恢治扬、凉，贾逵治豫，功皆甚著。

## 延伸阅读
[在维基数据编辑]
 《三國志·卷15》，出自陳壽《三國志》